# Маями (филм)
„Маями“ (на английски: Miami Rhapsody) е американска романтична комедия от 1995 година с участието на Антонио Бандерас, Гил Белоус, Сара Джесика Паркър, Мия Фароу, Пол Мазурски, Кевин Полак, Барбара Гарик и Карла Гуджино и др. Сценарист, продуцент и режисьор е Дейвид Франкел, за който това е режисьорски дебют. Музиката е композирана от Марк Ишам.

## Български дублажи
| Озвучаващи артисти  | Христина Ибришимова Ани Василева Васил Бинев Симеон Владов Здравко Методиев Светозар Кокаланов |
| Преводач            | Ирина Ценкова                                                                                  |
| Тонрежисьор         | Венцислав Станков                                                                              |
| Режисьор на дублажа | Димитър Кръстев                                                                                |